# Matsuura, Nagasaki
Matsuura (松浦市 Matsuura-shi) là một thành phố thuộc tỉnh Nagasaki, Nhật Bản. Thành phố được thành lập ngày 31 tháng 3 năm 1955.

## Thành phố kết nghĩa
- Mackay, Úc